# العلاقات الأرمينية المغربية
العلاقات الأرمينية المغربية هي العلاقات الثنائية التي تجمع بين أرمينيا والمغرب.

## مقارنة بين البلدين
هذه مقارنة عامة ومرجعية للدولتين:
| وجه المقارنة                                              | أرمينيا                    | المغرب                                 |
| --------------------------------------------------------- | -------------------------- | -------------------------------------- |
| المساحة (كم2)                                             | 29.74 ألف                  | 710.85 ألف                             |
| عدد السكان (نسمة)                                         | 2.93 مليون                 | 36.07 مليون                            |
| الكثافة السكانية (ن./كم²)                                 | 98.52                      | 50.74                                  |
| العاصمة                                                   | يريفان                     | الرباط                                 |
| اللغة الرسمية                                             | لغة أرمنية                 | اللغة العربية، أمازيغية معيارية مغربية |
| العملة                                                    | درام أرميني                | درهم مغربي                             |
| الناتج المحلي الإجمالي (بليون دولار)                      | 11.54 مليار                | 109.14 مليار                           |
| الناتج المحلي الإجمالي (تعادل القوة الشرائية) بليون دولار | 25.41 مليار                | 274.06 مليار                           |
| الناتج المحلي الإجمالي الاسمي للفرد دولار أمريكي          | 3.49 ألف                   | 2.88 ألف                               |
| الناتج المحلي الإجمالي للفرد دولار أمريكي                 | 8.07 ألف                   | 7.49 ألف                               |
| مؤشر التنمية البشرية                                      | 0.743                      | 0.628                                  |
| رمز المكالمات الدولي                                      | +374                       | +212                                   |
| رمز الإنترنت                                              | .am، .հայ ‏                 | .ma                                    |
| المنطقة الزمنية                                           | ت ع م+04:00، توقيت أرمينيا | ت ع م+01:00                            |

## منظمات دولية مشتركة
يشترك البلدان في عضوية مجموعة من المنظمات الدولية، منها:
| علم المنظمة | اسم المنظمة                               | تاريخ انضمام أرمينيا | تاريخ انضمام المغرب |
| ----------- | ----------------------------------------- | -------------------- | ------------------- |
|             | وكالة ضمان الاستثمار متعدد الأطراف        | 5 ديسمبر 1995        | 17 سبتمبر 1992      |
|             | منظمة الشرطة الجنائية الدولية             | ?                    | ?                   |
|             | منظمة حظر الأسلحة الكيميائية              | ?                    | ?                   |
|             | منظمة التجارة العالمية                    | 5 فبراير 2003        | 1995                |
|             | الفريق المعني برصد الأرض                  | ?                    | ?                   |
|             | الأمم المتحدة                             | 2 مارس 1992          | 12 نوفمبر 1956      |
|             | مؤسسة التمويل الدولية                     | 18 أبريل 1995        | 30 أغسطس 1962       |
|             | يونسكو                                    | 9 يونيو 1992         | 7 نوفمبر 1956       |
|             | مؤسسة التنمية الدولية                     | 25 أغسطس 1993        | 29 ديسمبر 1960      |
|             | البنك الدولي للإنشاء والتعمير             | 16 سبتمبر 1992       | 25 أبريل 1958       |
|             | المركز الدولي لتسوية المنازعات الاستشارية | 16 أكتوبر 1992       | 10 يونيو 1967       |
|             | الاتحاد البريدي العالمي                   | ?                    | ?                   |
|             | الاتحاد الدولي للاتصالات                  | 30 يونيو 1992        | 1 نوفمبر 1956       |

## وصلات خارجية
- موقع وزارة الخارجية الأرمينية
- موقع وزارة الخارجية المغربية